# Kinne, Odesa
Kinne (în ucraineană Кінне) este un sat în comuna Vîzîrka din raionul Odesa, regiunea Odesa, Ucraina.

## Demografie
Componența lingvistică a localității Kinne
     Ucraineană (92,13%)
     Rusă (6,3%)
     Alte limbi (1,58%)
Conform recensământului din 2001, majoritatea populației localității Kinne era vorbitoare de ucraineană (92,13%), existând în minoritate și vorbitori de rusă (6,3%).